# Aleksander Romeyko
Aleksander Romeyko, ros. Александр Станиславович Ромейко, (ur. 2 kwietnia 1898 w Rydze, zm. 3 grudnia 1965 w Moskwie) – generał major lotnictwa Armii Radzieckiej i generał brygady Wojska Polskiego (ludowego).

## Życiorys
Aleksander Romeyko, herbu Ślepowron, syn Stanisława i Michaliny, urodził się 2 kwietnia 1898 roku w Rydze, gdzie uczęszczał do szkoły powszechnej i średniej. Od maja 1913 biuralista w fabryce, od 1915 księgowy.
W maju 1916 został zmobilizowany do armii Imperium Rosyjskiego. Służbę odbywał w Izmajłowskim pułku strzelców w Piotrogrodzie. Po rewolucji lutowej w Rosji, od marca do października 1917 roku był sekretarzem komitetu żołnierskiego tego pułku. Brał udział w piotrogrodzkim powstaniu zbrojnym wraz z pułkiem, który przeszedł na stronę bolszewików. Od grudnia 1917 członek Czerwonej Gwardii. Zastępca dowódcy grupy żołnierzy, potem pułku. Od 24 lutego 1918 roku do czerwca 1919 roku dowodził oddziałem ciężkich karabinów maszynowych walczącym na tyłach wojsk antykomunistycznych na Ukrainie, a następnie szwadronem zwiadowców w 289 pułku strzelców. Dowódca drużyny telegraficznej w niżyńskim konnym oddziale Armii Czerwonej, potem dowódca kompanii. 22 grudnia 1918 wstąpił do Rosyjskiej Komunistycznej Partii (bolszewików).
W lipcu 1919 roku został słuchaczem kursów dowódczych ciężkich karabinów maszynowych w Moskwie, a po ich ukończeniu w lutym 1920 roku został dowódcą szkolnej brygady 9 Dywizji Strzelców na Froncie Południowym i Kaukaskim. Brał udział w walkach na Kubaniu, Kaukazie i Zakaukaziu z wojskami „białych” do listopada 1921, dwukrotnie ranny. W 1921 roku został dowódcą oddziału ciężkich karabinów maszynowych w 73 pułku strzelców w Twierdzy Batumskiej. Od 1925 roku był instruktorem politycznym i dowódcą kompanii w 6 Kaukaskim pułku strzelców.
W latach 1927–1930 studiował w Akademii Wojskowej im. Michaiła Frunzego i Wojskowej Akademii Lotniczej im. N. Żukowskiego, ukończył tam również kurs pilotażu na samolotach. Po ukończeniu studiów zajmował w Armii Czerwonej stanowiska: szefa sztabu eskadry lotniczej (1930–1932), inspektora brygady lotniczej (1932–1933), szefa sztabu brygady lotniczej (1933–1935). We wrześniu 1935 roku został szefem sztabu Wojsk Lotniczych Moskiewskiego Okręgu Wojskowego, na stanowisku do wiosny 1938, kiedy został zwolniony z wojska na fali czystek w Armii Czerwonej, później aresztowany i zesłany do łagru.
31 marca 1940 został ponownie powołany do wojska i został wykładowcą taktyki w Wyższej Wojskowej Szkole Dowódców i Obserwatorów Wojsk Lotniczych. Po ataku wojsk niemieckich na ZSRR, od sierpnia 1941 roku walczył w oddziałach lotniczych na frontach: Zachodnim, Kalinińskim, Białoruskim i 1 Ukraińskim.
W dniu 18 sierpnia 1944 roku w stopniu pułkownika został, jako Polak, skierowany do służby w Wojsku Polskim (ludowym). Początkowo był zastępcą szefa Oddziału Lotniczego 1 Armii Wojska Polskiego, który niedługo potem został przekształcony w 1 Polską Dywizję Lotniczą, w niej do 30 kwietnia 1945 jako szef sztabu. Z nią brał udział w walkach w okolicach Warszawy, na Pomorzu, nad Odrą i w Brandenburgii. Gdy 1 maja 1945 roku ten związek taktyczny został przekształcony w 4 Pomorską Mieszaną Dywizję Lotniczą otrzymał jej dowództwo.
We wrześniu 1945 roku został szefem sztabu Dowództwa Lotnictwa Wojska Polskiego, a 1 stycznia 1946 roku został mianowany generałem brygady.
Z jego inspiracji powstała seria samolotów szkolnych i innego przeznaczenia („Szpak”, „Żak”, „Junak”, „Zuch”), zaprojektowana w Lotniczych Warsztatach Doświadczalnych w Łodzi, kierowanych przez inż. Tadeusza Sołtyka.
W dniu 21 marca 1947 roku został mianowany dowódcą Wojsk Lotniczych, które to stanowisko zajmował do 9 lutego 1951 roku. W 1951 roku wyjechał do ZSRR, gdzie dalej pełnił służbę w Armii Radzieckiej. Pod koniec lat pięćdziesiątych przeszedł w stan spoczynku.
Zmarł 3 grudnia 1965 roku w Moskwie, gdzie został pochowany.
Za zasługi bojowe i dowódcze był odznaczony m.in. Krzyżem Grunwaldu III klasy (1946), Krzyżem Srebrnym Orderu Virtuti Militari, Złotym (1944) i Srebrnym (1944) Krzyżem Zasługi, Orderem Lenina (1945), Orderem Czerwonego Sztandaru (trzykrotnie), Orderem Czerwonej Gwiazdy, Orderem Białego Lwa.

## Życie prywatne
Od 1937 żonaty z Polką Jadwigą z domu Lasota. Miał adoptowanego syna Edwarda.